# Чадски езици
Чадските езици са езиково семейство, които се говорят в Северна Нигерия, Нигер, Чад, Централноафриканската република и Камерун. Принадлежат към афро-азиатските езици. Най-широко говореният чадски език е хауса.